# Kings of Convenience
Kings of Convenience (engl. Könige der Bequemlichkeit) sind eine norwegische Band. Sie setzt sich aus Eirik Glambek Bøe und Erlend Øye zusammen. Beide wurden 1975 geboren und kennen einander seit ihrem 11. Lebensjahr.

## Geschichte
Bevor sie Kings of Convenience gründeten, spielten Øye und Bøe gemeinsam in der Rockband Skog (norw. Wald), die unter anderem Lieder der Band Joy Division coverte. Im Jahr 2001 lebten sie für eine Weile in London. Bei der Plattenfirma Source Records veröffentlichten sie schließlich im März 2001 ihr erstes Album als Kings of Convenience und gaben einige kleine Konzerte in Deutschland. Wenig später erschien ein Remix-Album mit dem Titel Versus.
Danach hörte man eine Weile nichts mehr von ihnen, da Erlend Øye nach Berlin zog und bald sein erstes Soloalbum Unrest (dt. Unruhe) aufnahm, das 2003 veröffentlicht wurde. Bald fanden Bøe und Øye aber wieder die Zeit, Songs für ein neues Kings-of-Convenience-Album einzuspielen, sodass sie im Juni 2004 Riot on an Empty Street (dt. Tumult auf einer leeren Straße) veröffentlichten.
Im Oktober 2009 erschien Declaration of Dependence (dt. Abhängigkeitserklärung). Es folgten eine Tournee, unter anderem durch Deutschland, sowie einzelne Auftritte auf Festivals.
Im April 2021 veröffentlichten sie die Single Rocky Trail und kündigten ein fünftes Album mit dem Titel Peace or Love an, das am 18. Juni 2021 erschienen ist.

## Stil
Wie der Titel des ersten von ihnen veröffentlichten Albums Quiet Is the New Loud (dt. Leise ist das neue Laut) schon andeutet, ist Ruhe das vorherrschende Element ihrer Musik. Die Musik der beiden ersten Alben erinnert, insbesondere der Kombination von akustischen Gitarren mit ruhigem Chorgesang wegen, an die Frühphase von Simon & Garfunkel. Bøes und Øyes Intention ist es, durch besonnen ruhige Instrumentierung und relativ leisen Gesang, Geschichten in einer möglichst dichten, intensiven Atmosphäre zu erzählen.

## Diskografie

### Alben
| Jahr | Titel                     | Höchstplatzierung, Gesamtwochen, AuszeichnungChartplatzierungen (Jahr, Titel, Platzierungen, Wochen, Auszeichnungen, Anmerkungen) | Höchstplatzierung, Gesamtwochen, AuszeichnungChartplatzierungen (Jahr, Titel, Platzierungen, Wochen, Auszeichnungen, Anmerkungen) | Höchstplatzierung, Gesamtwochen, AuszeichnungChartplatzierungen (Jahr, Titel, Platzierungen, Wochen, Auszeichnungen, Anmerkungen) | Höchstplatzierung, Gesamtwochen, AuszeichnungChartplatzierungen (Jahr, Titel, Platzierungen, Wochen, Auszeichnungen, Anmerkungen) | Höchstplatzierung, Gesamtwochen, AuszeichnungChartplatzierungen (Jahr, Titel, Platzierungen, Wochen, Auszeichnungen, Anmerkungen) | Höchstplatzierung, Gesamtwochen, AuszeichnungChartplatzierungen (Jahr, Titel, Platzierungen, Wochen, Auszeichnungen, Anmerkungen) | Anmerkungen |
| Jahr | Titel                     | DE | AT | CH | UK | US | NO | Anmerkungen |
| ---- | ------------------------- | --- | --- | --- | --- | --- | --- | ----------- |
| 2001 | Quiet Is the New Loud     | — | — | — | UK72 Silber · (1 Wo.)UK | — | NO1 Gold · (14 Wo.)NO |             |
| 2001 | Versus                    | — | — | — | — | — | NO30 (2 Wo.)NO |             |
| 2004 | Riot on an Empty Street   | DE61 (4 Wo.)DE | — | — | UK49 Silber · (2 Wo.)UK | — | NO2 (33 Wo.)NO |             |
| 2009 | Declaration of Dependence | DE32 (6 Wo.)DE | — | CH72 (2 Wo.)CH | UK69 (1 Wo.)UK | US112 (1 Wo.)US | NO8 (5 Wo.)NO |             |
| 2021 | Peace or Love             | DE10 (4 Wo.)DE | AT18 (1 Wo.)AT | CH11 (3 Wo.)CH | UK26 (1 Wo.)UK | — | — |             |

Weitere Alben
- 2000: Kings of Convenience

### Singles
| Jahr | Titel Album                                       | Höchstplatzierung, Gesamtwochen, AuszeichnungChartplatzierungen (Jahr, Titel, Album, Platzierungen, Wochen, Auszeichnungen, Anmerkungen) | Höchstplatzierung, Gesamtwochen, AuszeichnungChartplatzierungen (Jahr, Titel, Album, Platzierungen, Wochen, Auszeichnungen, Anmerkungen) | Anmerkungen                                          |
| Jahr | Titel Album                                       | UK | NO | Anmerkungen                                          |
| ---- | ------------------------------------------------- | --- | --- | ---------------------------------------------------- |
| 1999 | Toxic Girl Kings of Convenience                   | UK44 (2 Wo.)UK | — | Charteinstieg in UK nach Wiederveröffentlichung 2001 |
| 1999 | Failure –                                         | UK63 (2 Wo.)UK | — | Charteinstieg in UK nach Wiederveröffentlichung 2001 |
| 2000 | Playing Live in a Room                            | — | NO2 (14 Wo.)NO |                                                      |
| 2001 | Winning a Battle, Losing the War –                | UK78 (1 Wo.)UK | — |                                                      |
| 2004 | Misread Riot on an Empty Street                   | UK83 (1 Wo.)UK | — |                                                      |
| 2004 | I’d Rather Dance with You Riot on an Empty Street | UK60 (2 Wo.)UK | — |                                                      |
| 2005 | Know-How –                                        | UK86 (1 Wo.)UK | — | feat. Feist                                          |

Weitere Singles
- 1999: Brave New World
- 2009: Mrs. Cold
- 2009: Boat Behind
- 2021: Rocky Trail